# Viktor Anatolijovics Szkripnik
Viktor Anatolijovics Szkripnik (ukránul: Віктор Анатолійович Скрипник; Novomoszkovszk, Szovjetunió, 1969. november 19. –) ukrán labdarúgóedző, hátvéd, az ukrán Zorja Luhanszk vezetőedzője.

## Sikerei, díjai

### Játékosként
- Werder Bremen
  - Bundesliga: 2003–04
  - Német kupa: 1998–99, 2003–04

### Edzőként
- Riga
  - Lett bajnokság: 2018
  - Lett kupa: 2018